# Чемпионат России по боксу 2007
Чемпионат России по боксу 2007 года прошёл в Якутске с 30 апреля по 9 мая.

## Медалисты
| Весовая категория | Золото                                     | Серебро                               | Бронза                                                                            |
| ----------------- | ------------------------------------------ | ------------------------------------- | --------------------------------------------------------------------------------- |
| до 49 кг          | Давид Айрапетян Магнитогорск               | Сергей Казаков Димитровград           | Павел Петров Комсомольск-на-Амуре Дмитрий Винокуров Якутск                        |
| до 51 кг          | Георгий Балакшин Якутск, Королёв           | Магомед Абдулхамидов Махачкала        | Семён Степанов Якутск Вячеслав Еремеев Уфа                                        |
| до 54 кг          | Сергей Водопьянов Москва                   | Зинат Жандыбаев Омск                  | Евгений Волков Новочебоксарск Николай Дмитриев Якутск                             |
| до 57 кг          | Альберт Селимов Каспийск                   | Алексей Шайдулин Калининград          | Владимир Саруханян Самарская область, Краснодарский край Афанасий Поскачин Якутск |
| до 60 кг          | Алексей Тищенко Омск                       | Максим Игнатьев Новосибирск           | Семён Гривачёв Москва Владимир Магзумов Каменск-Уральский                         |
| до 64 кг          | Геннадий Ковалёв Челябинск                 | Александр Малетин Нижневартовск       | Никита Жданов Чита Александр Иванов Москва                                        |
| до 69 кг          | Андрей Баланов Подольск                    | Дмитрий Иванов Череповец              | Александр Ракислов Ангарск Максим Коптяков Югорск                                 |
| до 75 кг          | Матвей Коробов Видное                      | Дмитрий Чудинов Москва                | Алексей Кадочников Санкт-Петербург Дмитрий Башкатов Иркутск                       |
| до 81 кг          | Артур Бетербиев Чечня, Челябинская область | Евгений Макаренко Нижневартовск       | Сергей Ковалёв Челябинск Егор Мехонцев Асбест                                     |
| до 91 кг          | Рахим Чакхиев Назрань, Самарская область   | Роман Романчук Москва                 | Вадим Лихман Якутск Мусалчи Магомедов Каспийск                                    |
| свыше 91 кг       | Денис Сергеев Владимир                     | Ислам Тимурзиев Назрань, Магнитогорск | Шамиль Гаджиев Хасавюрт Давид Аршба Москва                                        |